# Coevorden

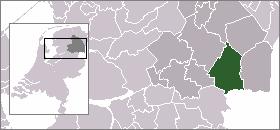

Coevorden är en kommun i provinsen Drenthe i Nederländerna. Kommunens totala area är 296,8 km² (där 3,0 km² är vatten) och invånarantalet är på 36 103 invånare (2005).

## Staden Coevorden

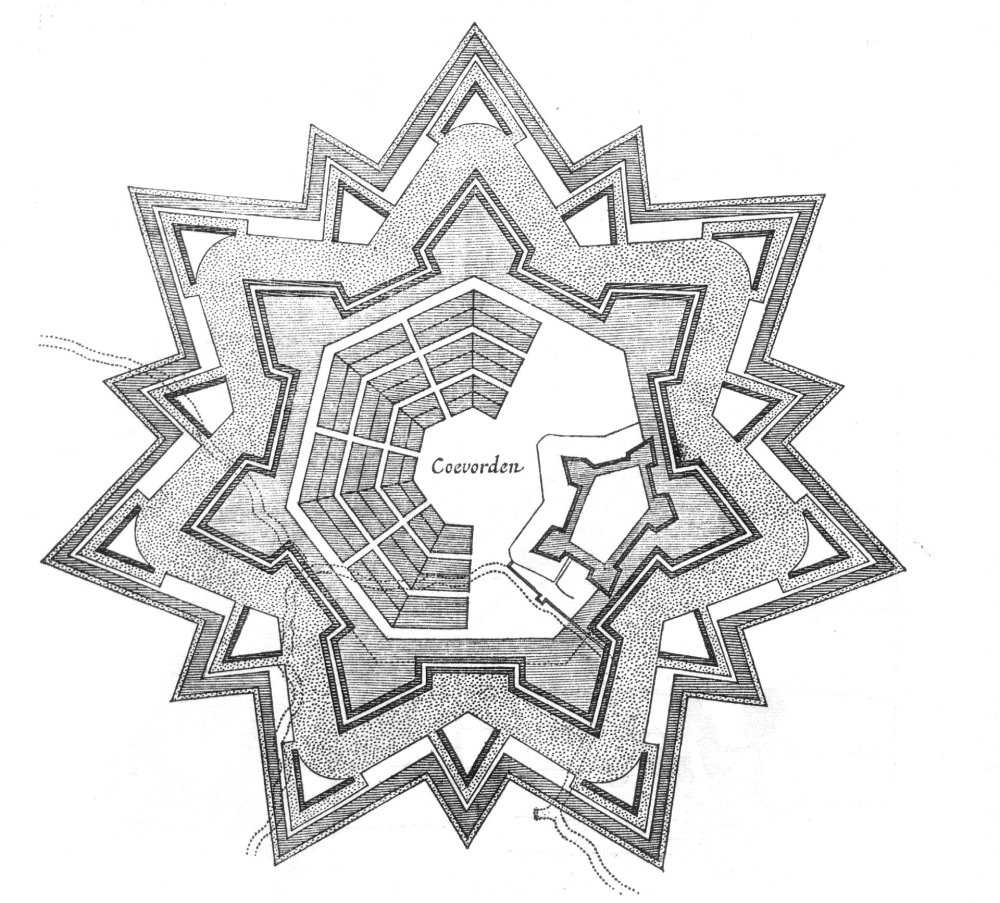
Fortification plan of Coevorden, in Star fort style.

Coevorden fick stadsrättigheter 1408. Under tidigt 1600-tal återuppbyggdes staden av Moritz av Nassau, prins av Oranien med en struktur som följde en idé om den idealiska staden, liknande den i Palmanova. Gatunätet lades ut i ett radialt mönster med en fortifikation i stjärnmönster och med en förstärkt yttre försvarsperimeter.
Under det fransk-nederländska kriget 1672–78 erövrades och återerövrades Coevorden flera gånger av de stridande parterna.
Coevorden har indirekt gett namn åt städerna Vancouver i Kanada samt Vancouver, Washington i USA. De namngavs på 1700-talet efter den engelske kaptenen George Vancouver, vars efternamn betyder "från Coevorden".